# پرفشار اطلس جنوبی

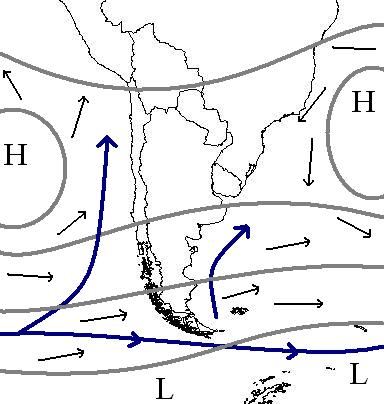
پرفشار اطلس جنوبی در سمت راست.

پرفشار اطلس جنوبی (انگلیسی: South Atlantic High) یک واچرخند نیمه‌دائمی که مرکز آن تقریباً در عرض جغرافیایی ۲۵ درجه جنوبی و طول جغرافیایی ۱۵ درجه غربی در اقیانوس اطلس قرار دارد. این مرکز پرفشار به‌نام پرفشار سنت هلن نیز نامیده می‌شود، زیرا جزیره سنت هلن تنها خشکی موجود در این منطقه است. این سامانه می‌تواند هزاران مایل در سراسر اقیانوس اطلس جنوبی کشیده شود. این بدان معنا نیست که موقعیت و شدت این واچرخند دائمی است، بلکه فقط به‌صورت یک واچرخند روی نقشه‌ها وجود دارد که میانگین فشار ماهانه را توصیف می‌کند. این ناحیه پرفشار بخشی از کمربند بزرگ جنب‌مدارگانی واچرخندهایی است که پرفشار جنب‌حاره‌ای نامیده می‌شود. مرکز ناحیه پرفشار تمایل به پیروی از تغییرات فصلی در موقعیت خورشید دارد و در تابستان نیم‌کره جنوبی به سمت جنوب و در زمستان نیم‌کره جنوبی به سمت شمال حرکت می‌کند. این وضعیت بر آب و هوای مناطق قاره ای مجاور تأثیر می‌گذارد و با نوسان موقعیت مرکز پرفشار، باعث ایجاد تغییرات فصلی در اقلیم و هوا می‌شود.